# アセチレンジカルボン酸ジメチル
アセチレンジカルボン酸ジメチル(Dimethyl acetylenedicarboxylate, DMAD)は、化学式がCH3O2CC2CO2CH3の有機化合物である。このアルキンは、室温では液体として存在する強い求電子剤である。研究室では一般にDMADと呼ばれ、ディールス・アルダー反応のような環化付加においてジエノファイルとして広く用いられる。また、強力なマイケル付加アクセプターでもある。

## 合成
安価に入手できるが、現在でも最初の方法で合成される。マレイン酸を臭素化し、生成したジブロモコハク酸を脱ハロゲン化水素する。得られたジカルボン酸を硫酸を触媒としてメタノールでエステル化するとDMADが生成する。

## 危険性
DMADは催涙物質およびびらん剤である。消防法による第4類危険物 第3石油類に該当する。